# Iginio Straffi
Iginio Straffi (Gualdo, 1965. május 30. –) olasz rajzfilmrendező, író.

## Életrajz
Fiatalkorától fogva történeteket talált ki, amikkel szórakoztatta a közönségét. Ezért gyerekkori álma vált valóra, amikor filmrendező lett.
12 évesen a festészet is érdekelte, eladott képeiből növelte zsebpénzét. Ebben az időben kezdett el képregényeket is rajzolni, és több képregénykiadóval is együttműködött.
Az egyetemi évek alatt részmunkaidőben dolgozott a híres Comics Artnál. 19 éves korában felfigyelt rá Olaszország legnagyobb képregénykiadója, a Sergio Bonelli Editore.
24 évesen kezdte el rajzolni első saját képregényét, a Nick Raidert. A sorozat 1988-ban indult és 2005-ig hatalmas sikert aratott, havonta 75 000 példányszámban jelent meg. Emellett több képregénye külföldi újságokban is megjelent, például a Comic Artban.
27 évesen Franciaországba költözött, ahol több tévésorozatot és filmet rendezett.
1995 márciusában megalapította a Rainbow-t, ahol, mivel ő volt az igazgató, könnyen megvalósíthatta álmait. 1996-ban kiadta a Tommy & Oscart, ami hatalmas sikert aratott. 25 nyelvre fordították le, és 56 országban jelent meg. 1996-ban pedig 26 részes animációs sorozatként futott a RAI csatornán Olaszországban. Iginio egyszerre volt a sorozat alkotója és rendezője is.
A Tommy & Oscar sikerének köszönhetően több új sorozatot is elindíthattak, például a 2004-es Winx Clubot. Ebből a rajzfilmből 78 részt adtak le, és 2007-ben animációs film is készült belőle.

## Munkássága

### Sorozatok
- Tommy & Oscar
- Winx Club (rendező, alkotó és producer)
- Prezzy (rendező és producer)
- Monster Allergy (rendező és producer)

### Filmek
- Winx: Il segreto del regno perduto – animációs film (2007)
- T&O the movie

## Díjai
| Év   | Díj                 | Kategória                   |
| ---- | ------------------- | --------------------------- |
| 2005 | Pinocchio Awards    | Legjobb gyerekműsor-rendező |
| 2005 | Cartoons on the Bay | Legjobb animációs stúdió    |
| 2007 | Creativamente       | Legjobb író                 |